# 京都市立洛北中学校
京都市立洛北中学校（きょうとしりつ らくほくちゅうがっこう）は、京都府京都市左京区岩倉忠在地町にある公立中学校。京都府立洛北高等学校・附属中学校とは異なる。

## 沿革
- 1947年（昭和22年） - 教育基本法と学校基本法の制定に伴って6・3制教育が始まり、新制中学校が設立されるまでの中学校教育が立命館に委託された。立命館は旧来の立命館第二中学校を改めて立命館神山中学校（現在の京都産業大学の神山ホール・図書館のあたり）を開校し、愛宕郡岩倉村・鞍馬村・静市野村・八瀬村をはじめ、新制中学校が設立されていない地域の生徒が通学した。
- 1949年（昭和24年） - 愛宕郡岩倉村、鞍馬村、静市野村、八瀬村が京都市に併合され京都市左京区岩倉・鞍馬・静市・八瀬となる。
- 1950年（昭和25年） - 神山中学校の通学域が岩倉・鞍馬・静市の3地域となる。
- 1952年（昭和27年）4月 - 立命館神山中学校が立命館中学校・高等学校に統廃合される。旧校舎は京都市に貸与され、新制中学校である京都市立本山中学校(きょうとしりつもとやまちゅうがっこう)が開校。
- 1952年（昭和27年）11月25日 - 京都市立本山中学校が京都市立洛北中学校と校名を改められ、現在地に移転。

## 学校目標
人間尊重の精神を基盤にして、自主、創造にあふれ、心身ともに逞しい生徒を育成する

## 学校行事

### I期

#### 4月
- 入学式
- 始業式
- 着任式

#### 5月
- 第1回洛北確認テスト

#### 6月
- 3年生修学旅行
- 1・2年生校外学習
- 第2回洛北確認テスト
- 生徒総会 - 分けて行う場合あり

#### 7月
- 七夕コンサート
- I期終了
- 夏季休業（7月下旬 - 8月下旬）

### II期

#### 8月
- 夏季休業
- II期開始

#### 9月
- 学校祭（文化祭・体育祭）

#### 10月
- 第3回洛北確認テスト - 行われない場合もある

#### 11月
- 第4回洛北確認テスト

#### 12月
- 冬季休業（12月下旬 - 1月上旬）

### III期

#### 1月
- 冬季休業
- III期開始
- 1年生ファイナンスパーク学習
- 2年生生き方探究チャレンジ体験
- 第5回洛北確認テスト（3年生）

#### 2月
- 第5回洛北確認テスト（1・2年生）

#### 3月
- 卒業式 - 例年3月中旬
- 修了式

## 生徒会

### 生徒数
2019年5月1日現在の生徒数は812名（1年275名、2年259名、3年278名）で、京都市立深草中学校に次ぎ京都市立の中学校で2番目に人数が多い。

### 学級
2019年5月1日現在で、単式学級が24学級、発達育成学級が1学級、情緒育成学級が1学級、病弱学級が1学級。

### 議決機関
- 生徒総会 - 本会の最高議決機関であり、定時総会が毎年1回開かれる。

### 代議員会
- 代議員会 - 各学級より選出された男女各1名の代議員によって構成される。

### 執行機関
- 中央委員会 - 生徒会長・副会長・書記・会計によって構成される。
- 実行委員会 - 中央委員会と各専門委員長によって構成される。
- 専門委員会 (生活・美化・保健・体育・文化・図書) - 公選された各専門委員長と学級より選出された男女各1名の委員によって構成される。

### 文化部・体育部

#### 文化部
- 美術部
- 吹奏楽部
- 合唱部
- 科学部
- 家庭科部
- 演劇部

#### 体育部
- 陸上競技部
- 男子バレーボール部
- 女子バレーボール部
- 女子バスケットボール部
- 男子バスケットボール部
- 男子ソフトテニス部
- 女子ソフトテニス部
- 野球部
- 水泳部
- サッカー部
- 男子卓球部
- 女子卓球部

## 校歌
- 「洛北中学校校歌」

作詞：吉井勇

作曲：安部幸明

## 通学区域
以下6校の小学校区。
- 京都市立明徳小学校
- 京都市立岩倉北小学校
- 京都市立岩倉南小学校
- 京都市立市原野小学校
- 京都市立鞍馬小学校
- 京都市立静原小学校

## 交通アクセス
- 叡山電鉄鞍馬線 岩倉駅より下車すぐ。
- 京都市営地下鉄烏丸線 国際会館駅より徒歩15分。
- 京都バス 岩倉駅前停留所より徒歩5分。